# Parc régional du Mont-Ham
Le parc régional du Mont-Ham est un parc régional canadien du Québec mettant en valeur le mont Ham. Il est situé dans la municipalité de Ham-Sud, dans la municipalité régionale de comté (MRC) des Sources, dans la région de l'Estrie. 
L'image renouvelée du parc est inspirée de l'étymologie du nom « waban-aki » (ou « abenaki »), signifiant « peuple du soleil levant ». Le but est d'y mettre un accent abénakis.
Le parc s'est donné pour mission de promouvoir un récréotourisme responsable et durable.

## Géographie
Le mont Ham est un des plus hauts sommets des Cantons-de-l'Est. Il offre une vue panoramique de 360 degrés sur l'Estrie. L’accueil du parc est à 200 km à l'est de Montréal, 170 km au sud de Québec et 55 km au nord de Sherbrooke.
Le mont Ham, avec ses 713 mètres d'altitude et 360 mètres de dénivellation, est une composante des bas plateaux des Appalaches qui fut forgée par le mouvement des plaques continentales voilà plus de 500 millions d’années. Le parc englobe le territoire environnant le mont Ham.

## Histoire
Le mont Ham a obtenu le statut de parc régional en 2014. Il est le premier parc régional de la région touristique des Cantons-de-l'Est.

## Activités
Le parc est ouvert à l'année. Le chalet d’accueil du parc régional du Mont-Ham offre un bar, un comptoir d'alimentation, salle à manger intérieure ou tables de pique-nique à l'extérieur, aire de jeux pour les enfants et une piste d’hébertisme de 1 km combinée à des modules de jeux.
Ce parc régional propose aux visiteurs:
- Plus de 18 km de sentier de randonnée pédestre divisé en trois différents niveaux (débutant à expert) mènent au sommet du mont Ham.
- Parcours de disc golf en forêt.
- 10 km de sentiers pour la raquette et le ski de fond en hiver.
- Camping et hébergement rustique.

À son camp de base, le parc propose 4 emplacements de camping, 5 tentes de type prospecteur, 5 tipis et 3 campements rustiques, situés à moins de 500 mètres du pavillon d'accueil et du parking.
Le Grand Conseil de la Nation Waban-Aki (GCNWA) et la MRC des Sources ont réalisé un projet prometteur pour leurs deux communautés qui se traduit en quatre volets différents:
- aménagement de l'Espace Abénakis, espace multifonctionnel pour interpréter la présence de cette Nation sur le territoire;
- un secteur d'hébergement d'inspiration autochtone;
- un sentier de découverte de la montagne;
- le développement d'outils pédagogiques pour en savoir plus sur la culture abénaquise[1].

## Parcs à proximité
La région du mont Ham est propice aux activités récréotouristiques, notamment en raison de la présence de quatre parcs naturels:
- Parc national de Frontenac
- Parc national du Mont-Mégantic
- Parc national du Mont-Orford
- Parc national de la Yamaska

## Toponyme
Le toponyme « Parc régional du Mont-Ham » est lié au nom de la montagne. Il a été officialisé le 27 novembre 2015 à la Banque des noms de lieux de la Commission de toponymie du Québec.